# 岡田幸文
岡田 幸文（おかだ よしふみ、1984年7月6日 - ）は、栃木県塩谷郡高根沢町出身の元プロ野球選手（外野手）、コーチ。左投左打。
2011年にはリーグ新記録となる「外野手のシーズン連続守備機会無失策」359を樹立したことにより、特別表彰を受けた。一方、プロ入り以来本塁打が無く、2014年には初打席以来1773打席連続本塁打無しの新記録を達成し、2018年に現役を引退するまで全2501打席で無本塁打だった。

## 経歴

### プロ入り前
作新学院高等部では、2年夏は「1番・中堅手」として栃木県予選に出場。同大会の決勝で会田有志（のち巨人）擁する佐野日大高校に敗れる。2年秋から主将を務め、俊足の一番打者として活躍。チームは秋季県大会で準優勝、春季県大会では優勝したものの、本命として迎えた3年夏の栃木県予選では4回戦で那須拓陽高に0対2で敗れ、甲子園出場はならなかった。
高校卒業後の2003年に日本大学に進学。同級生には、長野久義がいた。しかし、入学してまもなく左肘の軟骨を故障して手術を受け、全治1年以上と宣告されたため数カ月で大学を中退している。
大学中退後は地元に戻り、肘が完治した2004年から全足利クラブでプレー。同年の全日本クラブ野球選手権での優勝にも貢献し、俊足好守の一番・中堅手として活躍した。2006年前半は左手首の骨折と右膝半月板損傷で治療に時間を要したが、7月に11歳年上で足利市職員の女性と結婚している。結婚を機に2007年から足利ガスの嘱託社員となり、2008年4月からは全足利クラブの主将を任された。
同年のドラフト会議で千葉ロッテマリーンズから育成選手ドラフト6位指名を受け、入団した。背番号は132。

### ロッテ時代

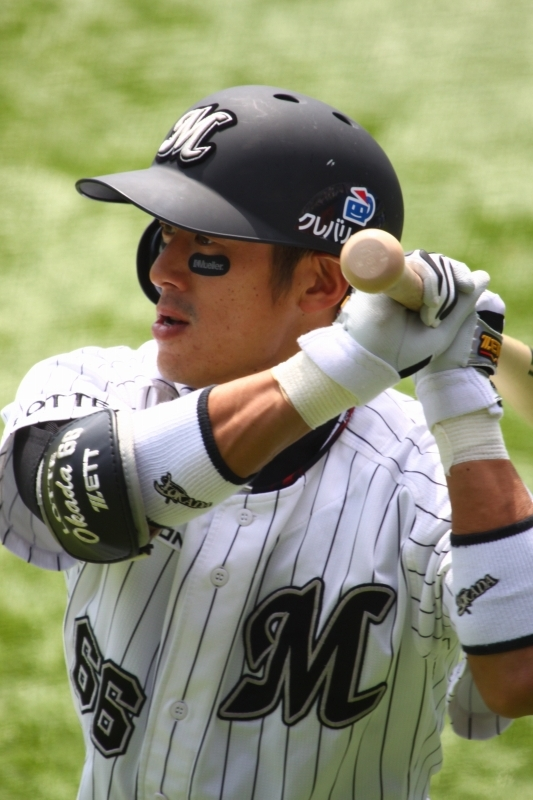
2012年4月30日、QVCマリンフィールドにて

入団後は育成選手のためさいたま市浦和区の球団の独身寮に入居して単身赴任を始める。球場のクラブハウスでは、椅子と段ボール箱だけでロッカーもない環境に置かれてハングリー精神を鍛えられたという。2009年3月30日に支配下登録され、同時に背番号を66に変更。独身寮を出て足利市内の自宅から二軍の練習に通った。同年は同じ俊足外野手の早坂圭介のブレイクもあり、一軍昇格はならなかった。

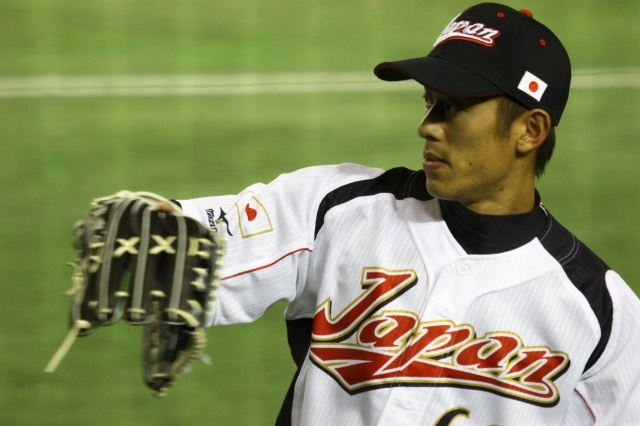
2012年日本代表vs台湾代表戦

2010年は開幕を二軍で迎えたが、6月1日に初の一軍昇格。球団初の育成ドラフト出身で一軍に登録されている。7月4日のヒーローインタビューでは「オーバーフェンス以外は全部捕るつもりでいる」と発言した。フレッシュオールスターゲームでオール・イースタンのスタメンに名を連ねた。中日ドラゴンズとの日本シリーズでは、第2戦で先発メンバーで出場。勝てば日本一が決まる11月7日の第7戦では12回表に浅尾拓也から右中間へ決勝打となる適時打を放つなどマリーンズの日本一に、更に11月13日東京ドームでのSKワイバーンズとの日韓クラブチャンピオンシップでは「9番・中堅手」でフルイニング出場し勝利に貢献し西村徳文新監督の期待に応えた。
2011年は開幕戦に「1番・中堅手」として先発出場すると、そのままシーズン終了まで1番もしくは2番で先発出場を続け、育成選手としてプロ入りした選手では初となるシーズン全試合出場・規定打席到達を果たし、俊足を活かしチームトップとなる41盗塁を記録したほか、打率も.267を記録し、守備面ではシーズンを通して無失策で、両リーグトップの351刺殺を記録し刺殺のパ・リーグ記録にあと2と迫り、最多得票（163票）でゴールデングラブ賞を受賞するなど自己最高の成績となった。外野手としてシーズン連続守備機会無失策359のリーグ新記録を樹立したことにより、特別表彰をも受けた。
2012年は、シーズン前の東日本大震災復興支援ベースボールマッチの日本代表に、千葉ロッテから唯一選出された。開幕当初は打撃不調もあり途中で交代を送られたり控えに回ることもあるなど低調。当初は9番が多かった打順も復調後は1番に定着した。しかし、交流戦では指名打者の使えないセ・リーグ主催試合でスタメン落ちすることもあり、さらに角中勝也の台頭や荻野貴司の復帰に伴ってスタメン落ちしたり、スタメンでも打順が9番となるなど、前年と比べると不安定な起用状況となった。6月16日の対阪神タイガース3回戦（QVCマリンフィールド）でプロ初失策を記録し、外野手の連続守備機会無失策が602でストップした。通年で、リーグ2位となる319刺殺を記録し、前年に続きゴールデングラブ賞を受賞した。
2013年はチームの主将を務める（同年オフまで）。前年を上回る134試合に出場したものの、角中・荻野貴司・清田育宏・伊志嶺翔大・ルーキー加藤翔平ら他の外野手との兼ね合いもあり、スタメン落ちして途中で守備固めとして起用されるケースも少なくなく、2010年以来3年ぶりの規定打席未到達となり、打率も最終的に前年を下回った。盗塁数は減少したが、盗塁成功率は自己最高の.864だった。
2014年7月31日、対北海道日本ハムファイターズ戦（QVC）の第1打席で中前打を打つが、プロ入りからの連続打席無本塁打が1770となり元東急フライヤーズの横沢七郎の同記録に並び、続く第2打席で死球を受けNPB新記録とした。
2015年は移籍した成瀬善久に代わって選手会長に就任したが、打率は.245と前年を下回り、初の年俸ダウンとなった。
2016年は開幕から1番打者として中堅手のレギュラーを勝ち取り、最終的に打率、長打率共に好調であった2014年シーズンの成績に迫った。守備でも前年を大きく上回る160刺殺、6補殺を数えたものの、8月に2失策し、プロ入り後初めて守備率が.990を切った。
2017年は開幕戦では「1番・中堅手」の定位置でスタメンを掴んだが、その後は主に控えに回った。序盤より打撃の不振が続き、5月14日には2010年の一軍昇格後初となる二軍落ち。ファームでは打撃の復調を見せ、6月23日には再昇格をしたものの、無安打のまま7月10日に出場選手登録を再度抹消されシーズンを終えた。一軍では40打席に立ち、シーズン無安打の野手としては史上最多の33打数無安打を記録した。出塁機会の減少により、前年まで7年連続で2桁だった盗塁数も自身初のゼロに終わる。守備では1失策し前年に続き守備率を下げた。ファームでは打率.324、盗塁数も2桁だった。また、この年国内FA権を取得したが、行使せずチームに残留した。
2018年は一軍での出場機会のほとんどが守備固めの起用となる。まれに打席に立つこともあったがヒットは打てず、7月24日の試合で連続打席無安打を57とし、直後にトレードで加入した岡大海に代わり二軍落ち。その後一軍に昇格することはなく9月25日に球団から現役引退が発表された。10月8日、ZOZOマリンスタジアムでの福岡ソフトバンクホークス戦で引退試合が行われ、「1番・中堅手」（9回から右翼）で先発出場した。1打席目は東浜巨の前に二飛に倒れ桜井輝秀に並ぶ58打席無安打の野手プロ野球記録を作り、2打席目の遊直で59打席無安打の野手プロ野球新記録を樹立してしまう。しかし5回裏の3打席目に左前安打を放ち2年ぶり60打席ぶりの安打を記録、続く4打席目も武田翔太から中前安打を放ち、9回裏に迎えた現役最終打席では森唯斗から右前安打を放ち猛打賞を記録した。その後二塁への盗塁も決め、引退試合で有終の美を飾った。

### 引退後
引退後も指導者として、引き続きロッテに籍を置くことになった。2018年10月、自宅から通える点を考慮され、ロッテから派遣される形で地元球団のルートインBCリーグ栃木ゴールデンブレーブスの外野守備走塁コーチに就任した。
2020年シーズンをもって栃木のコーチを退任。2020年11月、派遣元のロッテではなく、東北楽天ゴールデンイーグルスの一軍外野守備走塁コーチに就任することが発表された。2022年・2023年までは二軍外野守備走塁コーチを務め、2024年からは再び一軍外野守備走塁コーチを担当する。
2025年4月に現住する栃木県足利市の教育委員会から「部活動地域移行コーディネーター」の任用を受け、2026年3月まで務めることが発表された。報道によれば週3日程度各中学校を回って部活の現状を把握したうえで、地域クラブへの円滑な移行方法を考えるほか、指導者の育成も行うとしている。

## 人物
愛称は「オカさん」。
プロ入り前・社会人時代から既婚であり、入団当時で育成契約では史上初の既婚選手であった。プロ入りには、すでに2人の娘がいたため妻に大いに反対されたが「2年だけやらせてくれ」と説得し、2年後に退団した場合は、社員として再雇用するという足利ガスの後押しもあって入団を決めた。家族構成は、11歳年上の公務員の妻とプロ入り後に誕生した三女を含めて3人の娘がいる。
2009年のオフには年俸が支配下選手最低額の440万円に上がり、二軍監督に着任した高橋慶彦から起用を増やすと明言されたこともあって、栃木県足利市の自宅を離れ、単身、ロッテ浦和球場近くにアパートを借りている。
一軍で活躍した2010年のオフには年俸が倍増し、「奥さんの給料を超えましたね」と発言した。2011年シーズンに向け、千葉マリンスタジアムに近いアパートに引越しをする。2013年に三女が誕生。
一軍のレギュラーに定着した2011年から、TBSのスポーツアナウンサー・石井大裕（元・アマチュアテニス選手）および、同局の営業局に勤務する大裕の兄・大貴（メンバー全員が現役の会社員であるボーカルユニット「√9」のメンバー）と交流。2013年には、石井兄弟が「Well stone bros feat. 我武者羅應援團」という名義で、岡田のために「Go for it」という登場曲を作った。2014年にも、新しい登場曲として「OVERCOME」を制作。4月2日には、大貴・大裕ともTBSへの勤務を続けながら、「Well stone bros.」としてこの曲でavex traxからメジャーデビューを果たした。ちなみに、「OVERCOME」のCDシングルのジャケットやミュージックビデオには、千葉ロッテのホーム用ユニフォーム姿の岡田が登場している。
現役時代の最も思い出に残る試合に2011年6月15日の巨人戦を挙げている。この試合では「1番・中堅手」で先発出場。守備で2回裏に阿部慎之助が放った右中間への飛球をフェンスに激突しながら捕球、5回裏にも左中間に飛んだ坂本勇人の飛球をグラブの先端で捕球、更に8回裏も小笠原道大が放った右中間の飛球を飛び込んで捕球し、1試合3度のファインプレーで一躍全国にその名を轟かせた。また、この試合を境目にファンから守備での絶大な信頼を得られ、いつしか岡田がファインプレーを見せる度にファンの間で「残念、そこは岡田だ（略して、残岡）」という決め台詞が言われるようになった。岡田は「エースの成瀬善久が好投して最終回に伊志嶺翔大が本塁打を打って逆転して1点差で勝てた。それがチームとして非常に良い勝ち方で嬉しかった。僕としては守備で流れを導けたことは嬉しかった。守備にも攻めがある。攻めの守備をしていればチームの勝利に貢献できる。それを確信できた試合だった」と振り返っている。

## 選手としての特徴

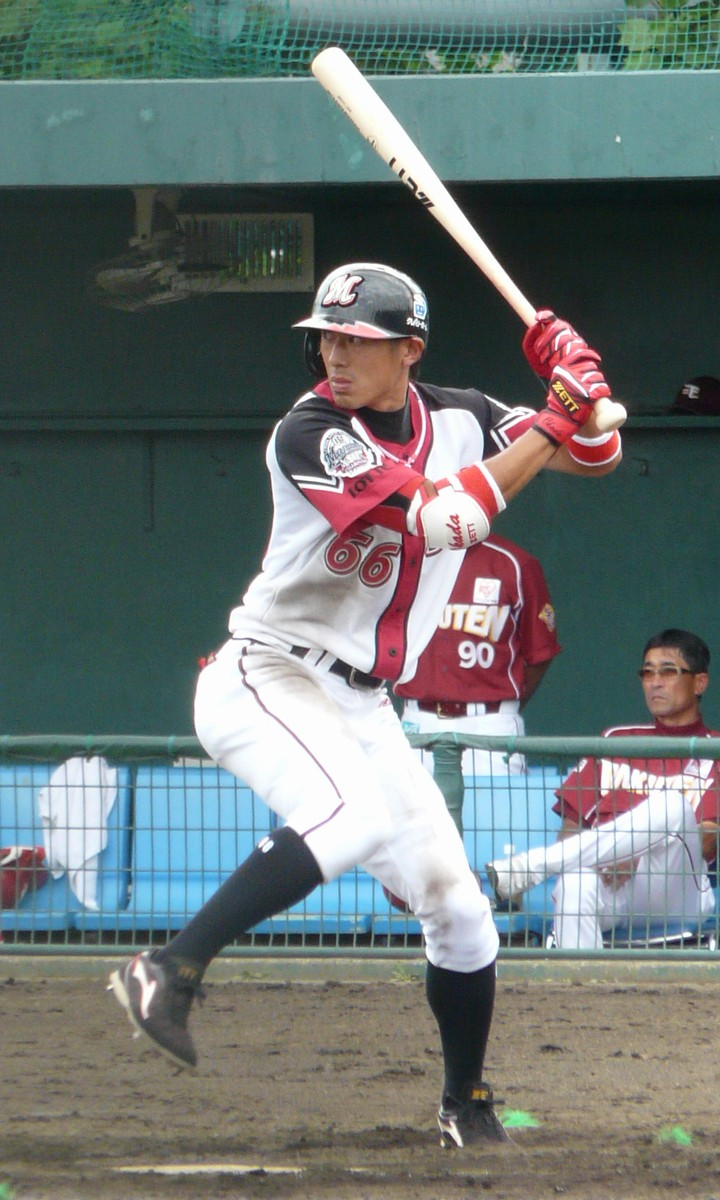
岡田の打撃フォーム

### 打撃
バットを短く持つコンパクトなスイングを持ち味とし、2010年は内野安打率32%を記録するなど内野安打が多く、俊足なため併殺打も少ない。2010年は内野安打を狙って「走り打ち」になることが多く打率も伸びなかったが、終盤からはしっかりと振り切る打撃を心がけている。
プロ入りから本塁打がなく、2014年7月31日にプロ初打席からではNPB新記録となる1773打席連続無本塁打とした。高校時代は練習試合で1本打ったのみで、社会人時代を含めて公式戦で本塁打を打ったのは、2008年5月の全日本クラブ野球選手権の栃木県予選が最後となっている。連続無本塁打記録は本人も気にしていたようであり、2016年の秋季キャンプでは、千葉ロッテの30代の選手として唯一の志願参加となったが、その際、「下半身や体幹を強化し、強いスイングができるようになった。これを継続して、引退するまでに1本は打ちたい」と述べていた。しかし、その後も本塁打を打つことはなく、2010年6月2日の初打席から2018年10月8日の引退試合までの2501打席で本塁打0のまま引退することとなった。
なおNPBにおいて初本塁打をもっとも遅く記録したのは村松有人の1566打席目であったが、2017年7月30日の福岡ソフトバンクホークスvs北海道日本ハムファイターズの試合において、ファイターズの中島卓也が2287打席目にしてプロ初（人生初）本塁打を放ち、この記録を更新した。初打席からに限らない連続無本塁打の記録は赤星憲広が記録した2528打席である。
また59打席連続無安打という記録でもNPB所属野手としては2023年に埼玉西武ライオンズの西川愛也に更新されるまでは歴代1位だった

### 守備
持ち味の俊足を生かした守備範囲の広さを武器としており、「エリア66」の異名を持つ。守備の上手さだけでなく、その動きの華麗さから、チームの勝敗を問わずに、度々ニュースなどでフィールディングの映像が取り上げられている。投球前より打球のコースを予測し、落下地点をイメージしながら一歩目のスタートを切ることを心がけており、抜けると思われた当たりを好捕するファインプレーを度々見せている。なかでも圧巻といえるのが2011年6月15日の対巨人戦で、2回裏、5回裏、8回裏に抜けそうな打球を好捕するファインプレーを1試合で3回も見せた。また、フェンスまでの距離を常に測り、追いつけないと判断した場合は、すばやくクッションボールを捕りにいくなど状況判断に優れている。
2011年には、外野手としてのNPB記録となるシーズン連続守備機会無失策359を樹立した。

### 走塁
50メートル走5秒6、一塁到達3.97秒を誇る俊足である。

## 詳細情報

### 年度別打撃成績
| 年 度     | 球 団     | 試 合 | 打 席 | 打 数 | 得 点 | 安 打 | 二 塁 打 | 三 塁 打 | 本 塁 打 | 塁 打 | 打 点 | 盗 塁 | 盗 塁 死 | 犠 打 | 犠 飛 | 四 球 | 敬 遠 | 死 球 | 三 振 | 併 殺 打 | 打 率 | 出 塁 率 | 長 打 率 | O P S |
| --------- | --------- | ----- | ----- | ----- | ----- | ----- | -------- | -------- | -------- | ----- | ----- | ----- | -------- | ----- | ----- | ----- | ----- | ----- | ----- | -------- | ----- | -------- | -------- | ----- |
| 2010      | ロッテ    | 72    | 161   | 142   | 19    | 25    | 2        | 0        | 0        | 27    | 8     | 15    | 6        | 9     | 1     | 8     | 0     | 1     | 15    | 2        | .176  | .224     | .190     | .414  |
| 2011      | ロッテ    | 144   | 635   | 577   | 68    | 154   | 7        | 4        | 0        | 169   | 35    | 41    | 11       | 20    | 1     | 28    | 0     | 9     | 66    | 5        | .267  | .311     | .293     | .604  |
| 2012      | ロッテ    | 131   | 482   | 431   | 53    | 113   | 5        | 3        | 0        | 124   | 18    | 23    | 14       | 25    | 2     | 18    | 0     | 6     | 47    | 4        | .262  | .300     | .288     | .588  |
| 2013      | ロッテ    | 134   | 355   | 313   | 39    | 81    | 4        | 4        | 0        | 93    | 18    | 19    | 3        | 16    | 3     | 18    | 0     | 5     | 26    | 7        | .259  | .319     | .297     | .604  |
| 2014      | ロッテ    | 110   | 249   | 222   | 37    | 61    | 6        | 3        | 0        | 73    | 9     | 14    | 4        | 11    | 1     | 14    | 0     | 1     | 32    | 1        | .275  | .307     | .329     | .648  |
| 2015      | ロッテ    | 112   | 205   | 188   | 24    | 46    | 2        | 3        | 0        | 54    | 13    | 11    | 2        | 7     | 0     | 8     | 0     | 2     | 22    | 0        | .245  | .283     | .287     | .570  |
| 2016      | ロッテ    | 121   | 356   | 327   | 38    | 90    | 5        | 4        | 0        | 103   | 18    | 14    | 7        | 6     | 0     | 20    | 1     | 3     | 42    | 2        | .275  | .323     | .315     | .638  |
| 2017      | ロッテ    | 31    | 40    | 33    | 4     | 0     | 0        | 0        | 0        | 0     | 0     | 0     | 0        | 2     | 0     | 5     | 0     | 0     | 2     | 0        | .000  | .132     | .000     | .132  |
| 2018      | ロッテ    | 55    | 18    | 14    | 5     | 3     | 0        | 0        | 0        | 3     | 0     | 5     | 5        | 2     | 0     | 2     | 0     | 0     | 2     | 1        | .214  | .313     | .214     | .527  |
| 通算：9年 | 通算：9年 | 910   | 2501  | 2247  | 287   | 573   | 31       | 21       | 0        | 646   | 119   | 142   | 52       | 98    | 8     | 121   | 1     | 27    | 254   | 22       | .255  | .300     | .287     | .588  |

- 各年度の太字はリーグ最高

### 年度別守備成績
| 年 度 | 球 団  | 外野  | 外野  | 外野  | 外野  | 外野  | 外野     |
| 年 度 | 球 団  | 試 合 | 刺 殺 | 補 殺 | 失 策 | 併 殺 | 守 備 率 |
| ----- | ------ | ----- | ----- | ----- | ----- | ----- | -------- |
| 2010  | ロッテ | 68    | 107   | 1     | 0     | 0     | 1.000    |
| 2011  | ロッテ | 144   | 351   | 8     | 0     | 1     | 1.000    |
| 2012  | ロッテ | 130   | 319   | 6     | 3     | 1     | .991     |
| 2013  | ロッテ | 130   | 259   | 3     | 2     | 0     | .992     |
| 2014  | ロッテ | 105   | 141   | 3     | 0     | 1     | 1.000    |
| 2015  | ロッテ | 105   | 131   | 1     | 1     | 0     | .992     |
| 2016  | ロッテ | 111   | 160   | 6     | 2     | 2     | .988     |
| 2017  | ロッテ | 25    | 29    | 1     | 1     | 0     | .968     |
| 2018  | ロッテ | 49    | 19    | 0     | 0     | 0     | 1.000    |
| 通算  | 通算   | 867   | 1516  | 29    | 9     | 5     | .994     |

- 各年度の太字はリーグ最高
- 太字年はゴールデングラブ賞受賞

### 表彰
- ゴールデングラブ賞：2回（外野手部門：2011年、2012年）
- 「ジョージア魂」賞：1回（2014年度第9回）
- パ・リーグ特別表彰（2011年：パ・リーグ新の359シーズン外野手連続守備機会無失策）
- 足利市スポーツ特別賞（2012年）[41]

### 記録
初記録
- 初出場：2010年6月1日、対読売ジャイアンツ3回戦（千葉マリンスタジアム）、7回表に南竜介に代わり中堅手で出場
- 初先発出場：2010年6月2日、対読売ジャイアンツ4回戦（千葉マリンスタジアム）、「9番・中堅手」で先発出場
- 初打席：同上、2回裏にディッキー・ゴンザレスから一塁ゴロ
- 初盗塁：同上、2回裏に二盗（投手：ディッキー・ゴンザレス、捕手：阿部慎之助）
- 初安打・初打点：同上、4回裏にディッキー・ゴンザレスから中前適時打

節目の記録
- 100盗塁：2014年5月10日、対東北楽天ゴールデンイーグルス8回戦（QVCマリンフィールド）、8回裏に二盗（投手：相原和友、捕手：伊志嶺忠）

その他の記録
- プロ初打席から引退まで全2501打席連続無本塁打 ※NPB記録
- 59打席連続無安打：2016年10月5日 - 2018年10月8日 ※佐藤輝明と並び、野手登録選手におけるワースト2位タイ[42][40]
- 40打席・33打数でシーズン無安打：2017年 ※野手登録選手における史上最多

### 背番号
- 132（2009年 - 同年3月29日）
- 66（2009年3月30日 - 2020年）
- 76（2021年 - 2024年）

### 登場曲
- 「Happiness」嵐（2011年）
- 「バリバリBUDDY!」V6（2012年）
- 「Go for it」Well stone bros feat. 我武者羅應援團（2013年）
- 「OVERCOME」Well stone bros.（2014年）
- 「To Be A Hero!!」Well stone bros.（2015年 - 同年10月）
- 「NIPPON」椎名林檎（2015年10月 - 同年終了）
- 「空」侍（2018年）